# Lingua ternateana
Il ternate è una lingua delle Molucche settentrionali, nell'Indonesia orientale. È parlato dal popolo Ternate [id], che abita l'isola di Ternate e alcune altre aree dell'arcipelago, tra cui la costa occidentale di Halmahera, Mount Hiri, Obira, Kayoa e le isole Bacan. Storicamente, è stata la lingua principale del Sultanato di Ternate, famoso per il suo ruolo nel commercio delle spezie. Si è affermata come lingua franca della provincia di North Maluku. Una lingua del nord di Halmahera, è diversa dalla maggior parte delle lingue dell'Indonesia che appartengono alla famiglia delle lingue austronesiane ed è molto influenzata dalle lingue di Papua occidentale.
Questa lingua dovrebbe essere distinta dal Ternate Malay (o North Moluccan Malay), un creolo locale basato sul malese che ha fortemente influenzato. Il ternate è la prima lingua dell'etnia ternateana, principalmente nelle zone rurali, mentre il ternate malese è oggi utilizzato come mezzo di comunicazione interetnica e commerciale, in particolare nella parte urbana dell'isola. Più recentemente, c'è stato un cambio di lingua dal ternate al malese. Si può presumere che il suo ruolo di lingua franca sia notevolmente diminuito. Mentre il popolo Ternate è sparso in tutta l'Indonesia orientale, non si sa quanti Ternateani espatriati parlino ancora la lingua. In indonesiano, è generalmente noto come bahasa Ternate, tuttavia il termine bahasa Ternate asli è talvolta usato per distinguerlo dal Ternate Malay.
La lingua è stata influente come fonte di prestito lessicale e grammaticale per il malese delle Molucche settentrionali, la variante locale del malese, che ha dato origine ad altre propaggini indonesiane orientali del malese, come il Manado Malay o il Papuan Malay.